# درب زبیده

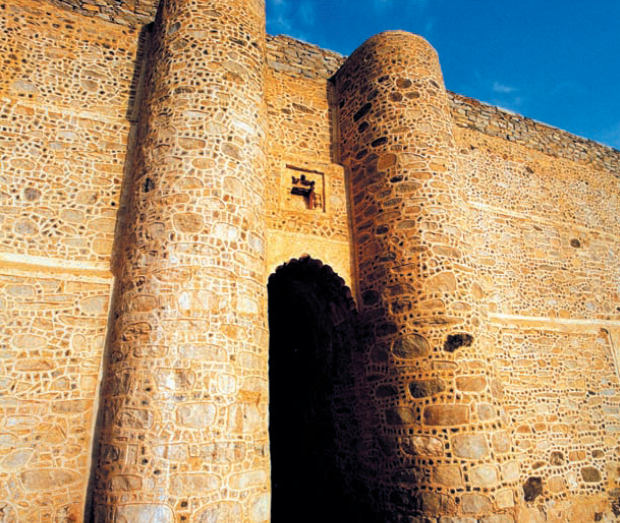
عین زبیده، بخشی از سازه آبی که توسط زبیده بنت جعفر برای زائران ساخته شده بود.

درب زبیده، که منسوب به زبیده بنت جعفر، همسر خلیفه عباسی هارون الرشید است، راهی‌ست که از کوفه آغاز می‌شود و در مکه به پایان می‌رسد. این جاده یکی از مهم‌ترین راه‌های زیارتی و تجاری در دوران اسلامی به‌شمار می‌رود. این جاده پس از فتح عراق و گسترش اسلام در شام به کار برده شد و استفاده از آن تا حد زیادی منظم و مقرون به صرفه شد، زیرا مراکز آبی و محل‌های چرا و معدن واقع در آن به ایستگاه‌های اصلی تبدیل شدند. این جاده در عصر عباسیان به عنوان حلقه ارتباطی مهم بین بغداد و سایر نقاط شبه جزیره عربستان تبدیل شد و خلفای عباسی از این جاده مراقبت کردند و فواید و امکانات متعددی از جمله ساختن حوضچه‌های آب و حفاری برای آن فراهم کردند. همچنین برای تعریض جاده تلاش کردند تا زائران، مسافران و حیوانات از آن استفاده کنند. منابع تاریخی و جغرافیایی و آثار باقیمانده حاکی از آن است که مسیر این جاده به گونه‌ای عملی و مجزا مهندسی شده‌است که در کنار ایستگاه‌ها، خانه‌ها و استراحتگاه‌ها ساخته شده و کف آن در مناطق شنی و گل‌آلود با سنگ‌فرش شده‌است. علاوه بر آن که از مزایا و امکانات لازم از قبیل چاه و حوض و سد برخوردار بوده، بر روی آن تابلوها و چراغ‌ها و مشعل‌ها و اجاق‌هایی نصب شده‌است که مسیر را نشان می‌دهد تا مسافران را راهنمایی کند. از آغاز خلافت عباسی، خلیفه سفاح در سال ۱۳۴ هجری قمری/۷۵۱ م دستور داد که در کنار جاده کوفه به مکه، فرسنگ‌ها و پرچم‌هایی برپا شود. خلیفه منصور دستور ساخت دژها و مخازن آب در چند نقطه از جاده را صادر کرد، در حالی که خلیفه مهدی دستور ساخت کاخ‌هایی در راه مکه را صادر کرد و خلیفه هارون الرشید نیز دستور ساخت چاه آب را داد. تعداد ایستگاه‌های اصلی این جاده بیست و هفت ایستگاه و میانگین فاصله هر ایستگاه حدود ۵۰ کیلومتر است.

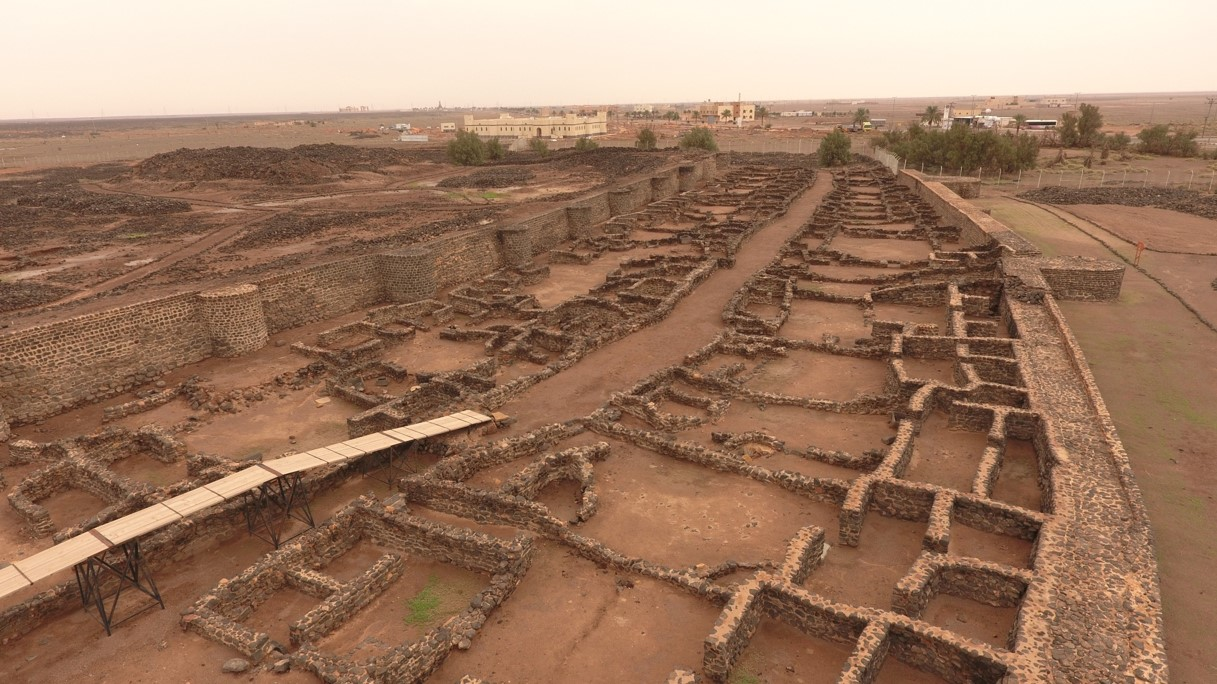
درب زبیده در تگرگ